# William Wetmore Story

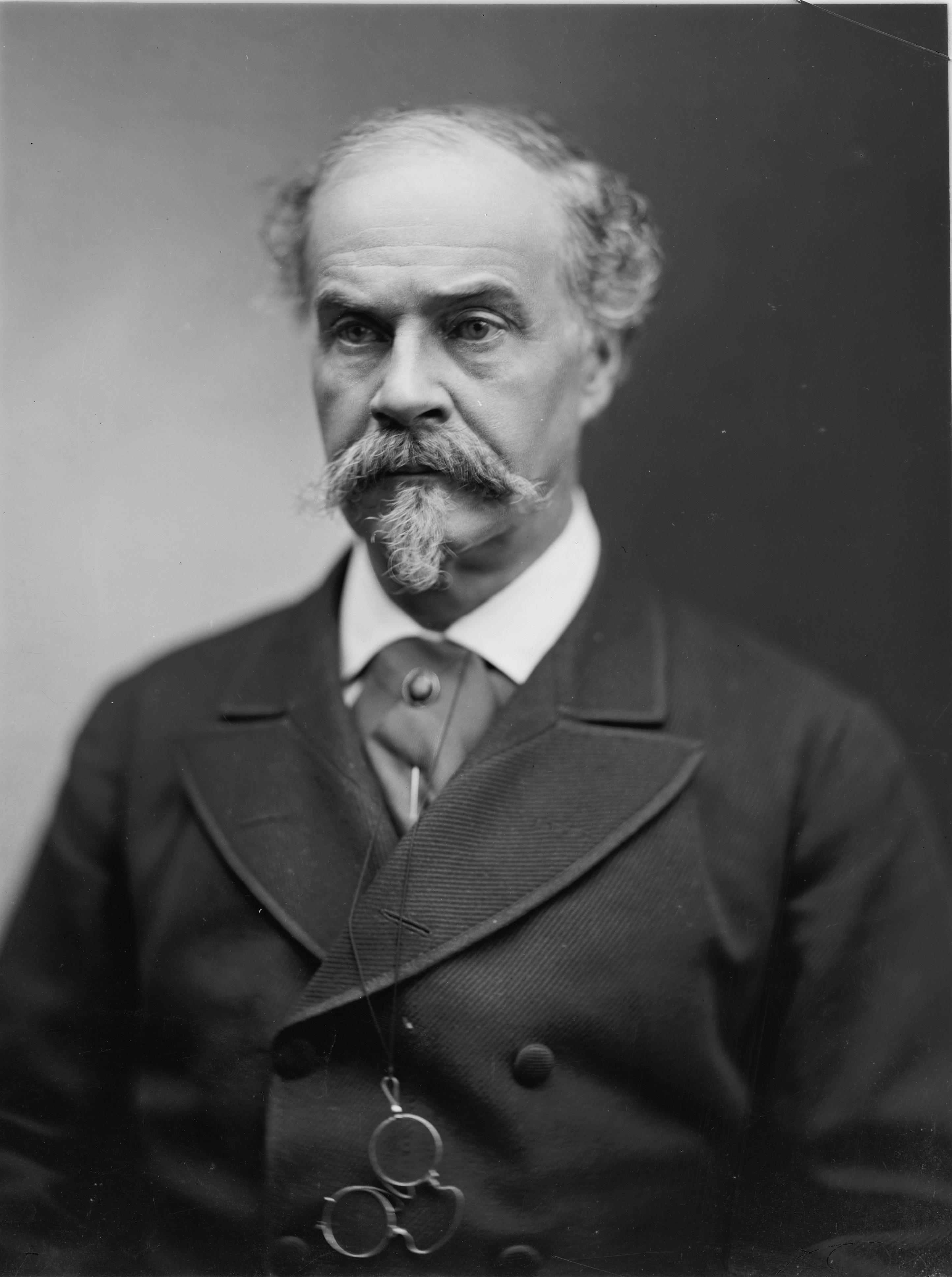
William Wetmore Story (1819–1895).

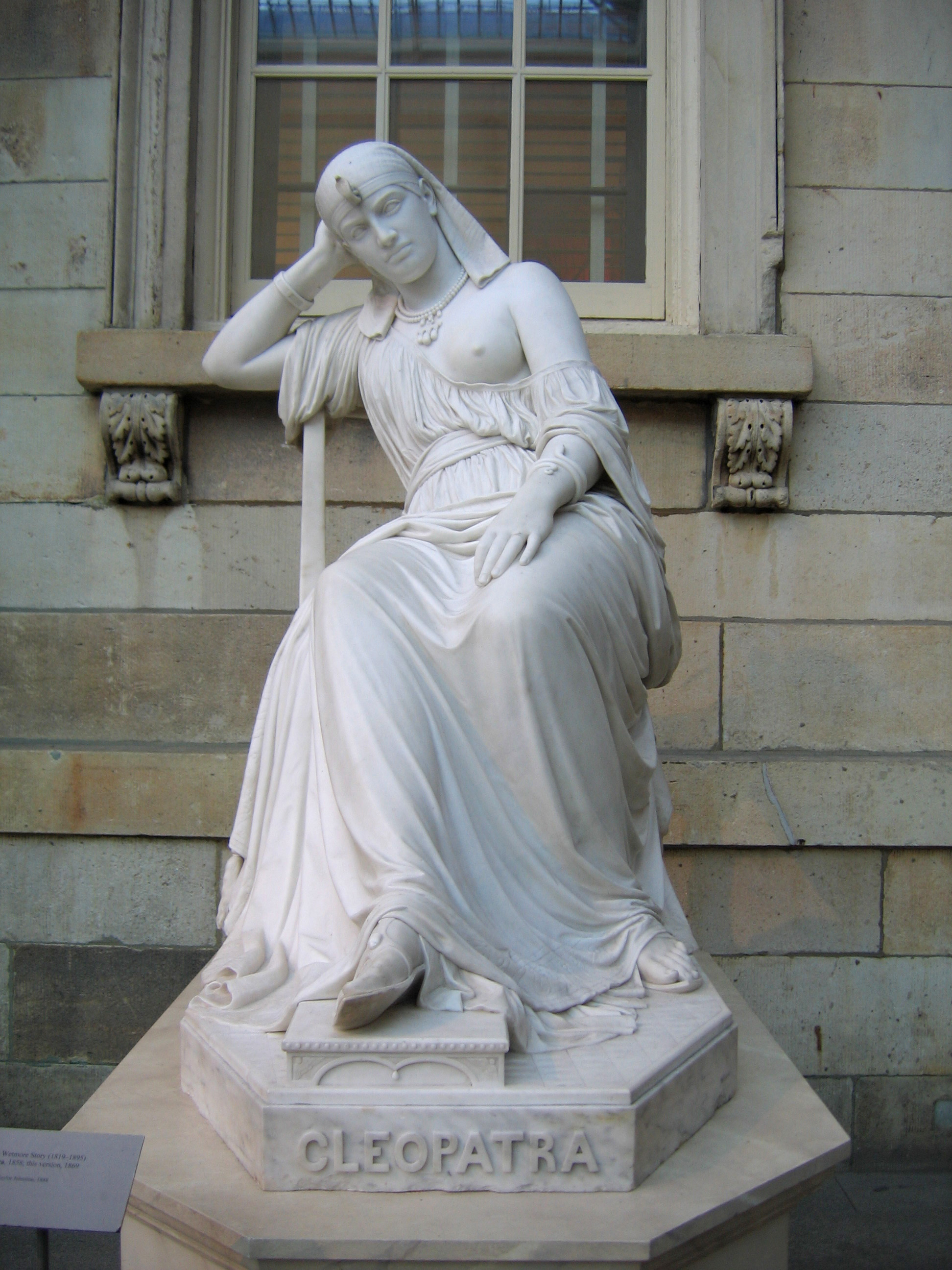
William Wetmore Story: Cleopatra

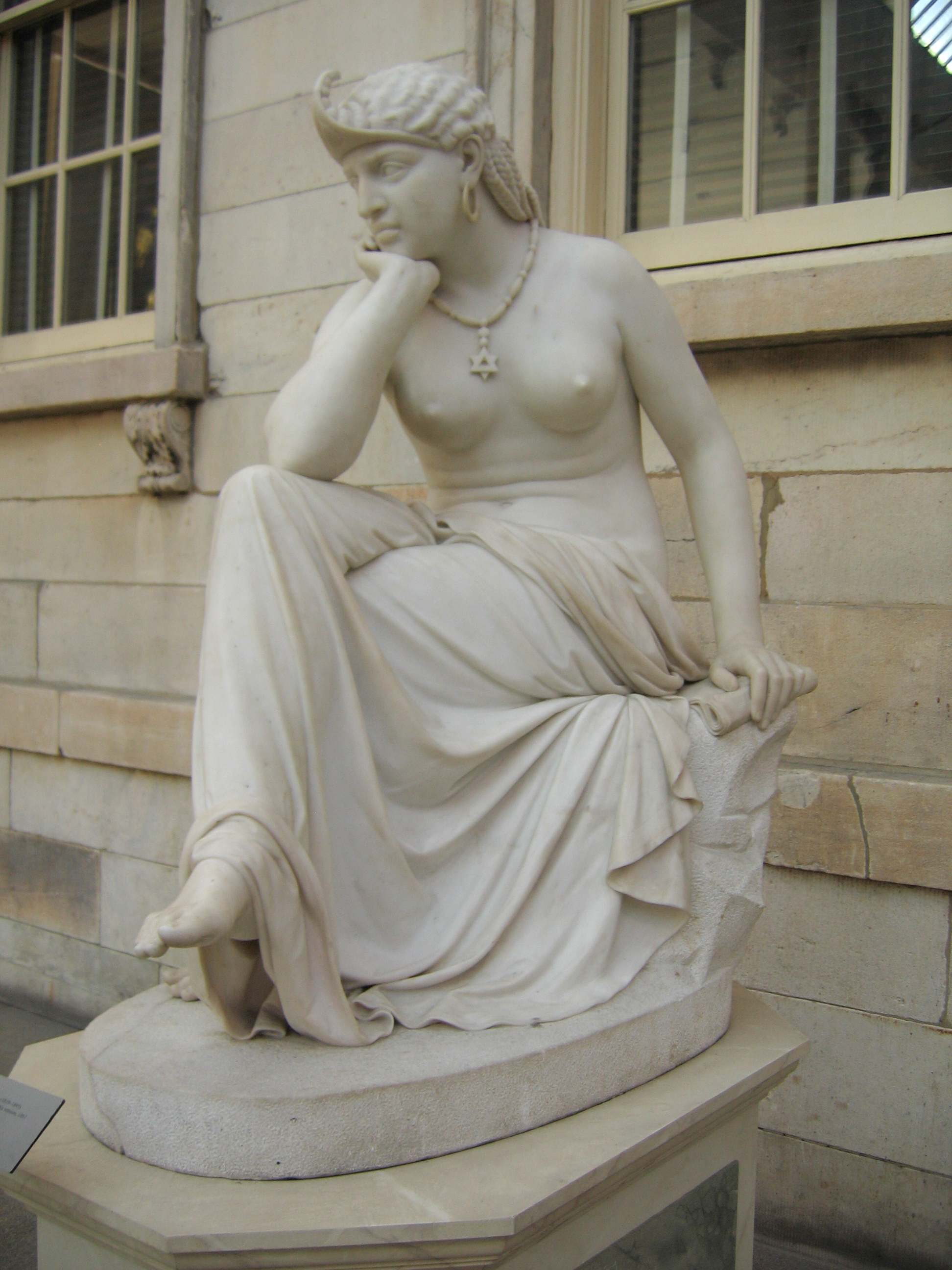
William Wetmore Story: The Libyan Sibyl

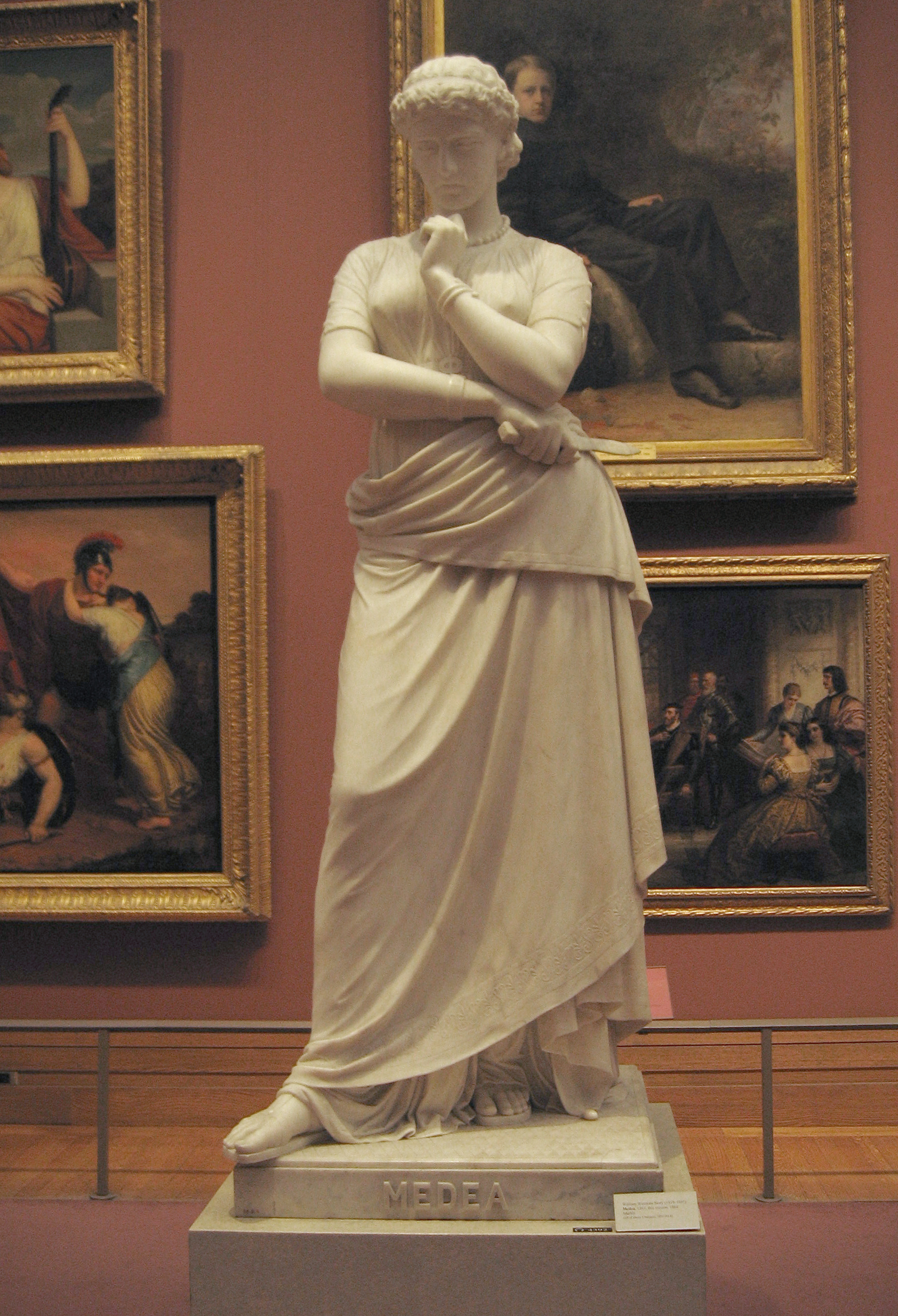
William Wetmore Story: Medea, 1865

William Wetmore Story (* 12. Februar 1819 in Salem, Massachusetts; † 7. Oktober 1895 in Vallombrosa, Italien) war ein US-amerikanischer Bildhauer, Kunstkritiker und Dichter sowie Verfasser einiger politischer und rechtswissenschaftlicher Artikel und Bücher. Er lebte nach 1850 vor allem in Italien.

## Leben

### Herkunft
William Wetmore Story war der Sohn von Joseph Story, Richter am Obersten Gerichtshof der Vereinigten Staaten, und von Sarah Waldo Wetmore Story, Tochter eines Richters aus Boston.

### Anwaltstätigkeit und Hinwendung zur bildenden Kunst
Story folgte in seiner Berufswahl zuerst der Tradition der Familie und studierte bis 1838 am Harvard College und dann bis 1840 Rechtswissenschaften an der Harvard Law School. Im Anschluss arbeitete er mit seinem Vater zusammen und erhielt später in Massachusetts die Zulassung als Anwalt.
1848 reiste Story erstmals nach Italien. Um sich der Kunst zu widmen, gab er danach seine Karriere im Rechtswesen auf und verbrachte ab 1850 den Großteil seiner künstlerischen Schaffenszeit in Italien. Er erreichte zu Lebzeiten als Bildhauer einige Bekanntheit. Neben seiner Arbeit an Marmorplastiken antiker Motive wie Kleopatra, Medea oder der Libyschen Sibylle schuf er einige Porträtbüsten.
William Story schrieb weiter kritische Studien zur Italienischen Kunst und beispielsweise den Kunstführer Roba di Roma über die Stadt Rom. Seine Wohnung in Rom im Palazzo Barberini wurde zu einem bekannten künstlerischen Treffpunkt auch für durchreisende US-Amerikaner.
Der berühmte amerikanischer Schriftsteller der Romantik Nathaniel Hawthorne nahm eine Beschreibung der von Story geschaffenen Cleopatra in seine 1860 geschriebene Erzählung Der Marmorfaun auf; dies machten Werk und Bildhauer weiten Kreisen in den Vereinigten Staaten und Großbritannien bekannt.

### Artikel zum Amerikanischen Bürgerkrieg
William Wetmore Story' schrieb 1861 über den Amerikanischen Bürgerkrieg für die Zeitung Daily News eine Reihe von Briefen über Neutralität im Konflikt, die nach Ende des Krieges nochmals unter dem Titel The American Question als Broschüre herauskamen, weiter zum gleichen Thema für Magazine der Verlagsbuchhandlung Blackwood & Sons in England, die zur öffentlichen Meinungsbildung in England über den Konflikt beitrugen. 1863 wurde Story in die American Academy of Arts and Sciences gewählt.

### Grabmal mit Engel der Trauer

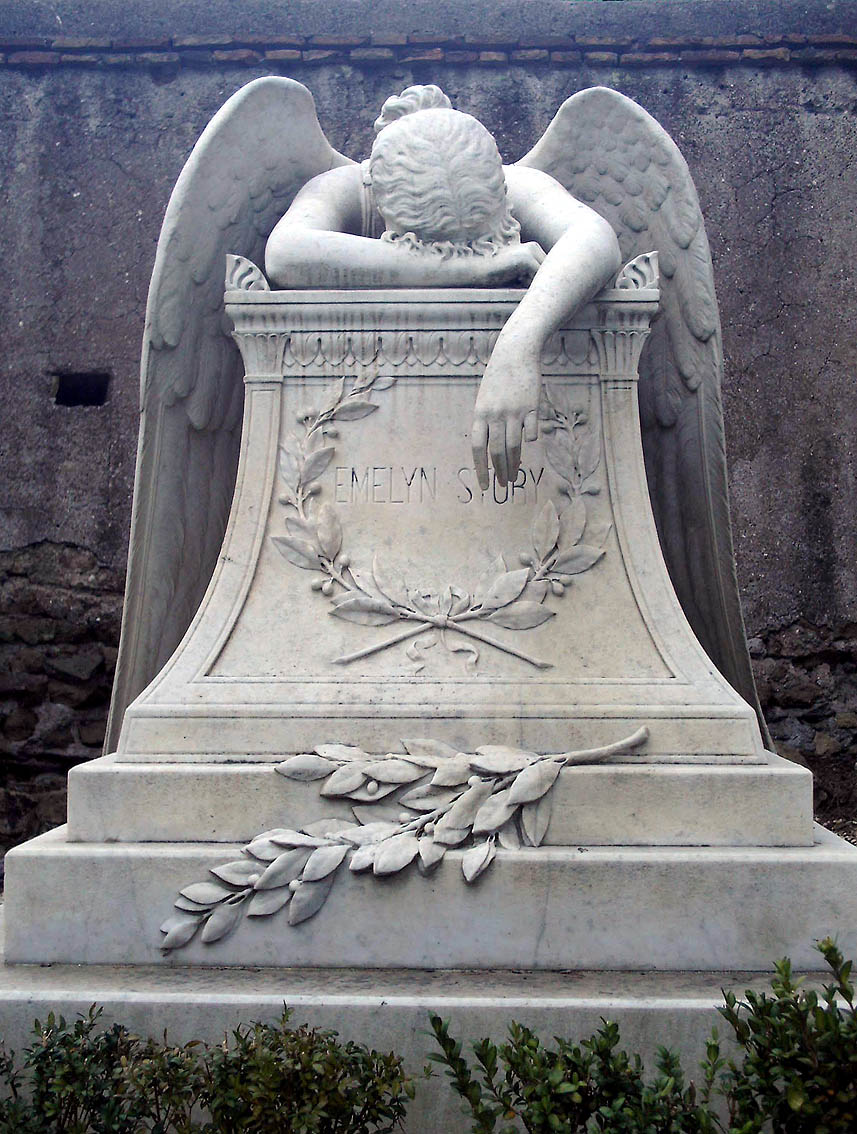
Angel of Grief: Grabmal mit Engel der Trauer

William Wetmore Story liegt neben seiner Frau Emelyn Story auf dem Protestantischen Friedhof von Rom begraben. Emelyn Story starb am 7. Januar 1895; ihr Ehemann folgte ihr am 7. Oktober desselben Jahres. Beider Grabmal ist der von Story selbst geschaffene Engel der Trauer, eines seiner heute noch bekanntesten Werke.

### William Wetmore Story und seine Freunde
Zum weiten Kreis der Freunde von William Wetmore Story gehörte das englische viktorianische Dichterehepaar Robert Browning und Elizabeth Barrett Browning, deren Werke auch in den Vereinigten Staaten bekannt waren, ein anderer viktorianischer Dichter Walter Savage Landor sowie auch beispielsweise der amerikanische romantische Dichter und Diplomat James Russell Lowell, der amerikanische Schriftsteller Henry James und andere berühmte Zeitgenossen. Kritiker heben hervor, dass alle diese Freunde meist wesentlich mehr Bekanntheit erreicht hatten als William Story selbst.
Als nach dem Tod 1895 die Familie den Auftrag zu einer Biographie von William Wetmore Story an Henry James gab, konnte dieser nach eigenen Worten aber durch die Bezugnahme auf diesen Freundeskreis doch ein interessantes Werk schaffen.

### Nachkommen
- Thomas Waldo Story (1855–1915),  Bildhauer
- Julian Russell Story (1857–1919), bekannter Portraitmaler
- Edith Marion (1844–1907), Marchesa Peruzzi de’ Medici, Schriftstellerin